# Rio Bacea
O Rio Bacea é um rio da Romênia afluente do rio Câinele, localizado no distrito de Vâlcea.